# Stranded (Roxy-Music-Album)
Stranded ist das dritte Album der britischen Artrock-Band Roxy Music. Es wurde am 1. November 1973 veröffentlicht.

## Entstehungsgeschichte
Die Entstehung des Albums war geprägt von personellen Veränderungen der Bandbesetzung und Gerüchten, Roxy Music würden sich auflösen. Brian Eno verließ die Band im Juni 1973 im Streit mit Bryan Ferry. Er wurde durch Ex-Curved Air Eddie Jobson ersetzt, der neben den Keyboards auch Violine spielte. Am Bass wurde John Porter durch John Gustafson ersetzt, der bereits mit Quatermass als Sänger und Bassist sowie als Studiomusiker in Erscheinung getreten war. Stranded wurde im September 1973 in den Londoner AIR Studios zeitgleich mit Brian Enos Debütalbum Here Come the Warm Jets mit Produzent Chris Thomas aufgenommen. Eno produzierte Here Come the Warm Jets im September 1973 in den Majestic Studios, ebenfalls in London, selbst. Mackay, Manzanera und Thompson waren als Instrumentalisten sowohl an Stranded als auch bei Here Come the Warm Jets beteiligt, Manzanera auch als Mitkomponist für zwei Titel von Enos Album und Thompson als Arrangeur eines Titels. Der Produzent von Stranded, Chris Thomas, spielte auf Enos Debüt bei einem Titel neben Busta Cherry Jones von den Sharks eine Bassspur ein. Die Auflösungsgerüchte um Roxy Music fanden ihren Höhepunkt im Oktober 1973 mit der Veröffentlichung von Ferrys Soloalbum These Foolish Things, auf dem er bekannte Klassiker mit seiner Stimme neu interpretiert. Die Gerüchte um die Auflösung von Roxy Music ebbten erst mit dem Erscheinen des zeitgleich mit der Single Street Life veröffentlichten Albums ab.

## Titelliste
Alle Songs wurden von Bryan Ferry geschrieben; Amazona wurde von Ferry und Phil Manzanera und A Song for Europe von Ferry und Andy Mackay geschrieben.

### Seite 1
1. Street Life – 3:29
2. Just Like You – 3:36
3. Amazona – 4:16
4. Psalm – 8:04

### Seite 2
1. Serenade – 2:59
2. A Song for Europe – 5:46
3. Mother of Pearl – 6:52
4. Sunset – 6:04

## Chartplatzierungen
In Großbritannien schaffte es das Album für eine Woche auf Platz eins der Charts.
| 1973 | Stranded | 39 | 1 | 186 |

## Rezeption
Das Album wurde durchweg positiv bewertet. Das Fachmagazin Sounds fand auf Stranded „lärmende Rock ’n’ Roll-Stücke, hoffnungsvolle Liebeslieder und dramatische Chansons“.
Piero Scaruffi gab dem Album 7 von 10 Punkten. Von Allmusic erhielt das Album 4,5 Sterne. Das Magazin Rolling Stone vergab 4 von 5 Sternen.